# Pàvel Kluixàntsev
Pàvel Kluixàntsev (rus: Па́вел Влади́мирович Клуша́нцев)  (Sant Petersburg, 25 de febrer de 1910 - Sant Petersburg, 27 d'abril de 1999), nom complet amb patronímic Pàvel Vladímirovitx Kluixàntsev, fou un càmera rus de categoria superior (1939), director de cinema, productor i guionista. va treballar durant l'era soviètica. Va ser un artista meritori de Rússia (1970).

## Biografia
Pàvel Kluixàntsev va néixer a Sant Petersburg en una família russa. La seva mare era mestressa de casa d'herència noble. Després de la revolució d'octubre va treballar com a mestra en un internat. Durant la dècada de 1930 el seu germà gran, un antic oficial de l'Blanc, va ser arrestat sota la sospita de l'assassinat de Serguei Kírov i enviat a camps de presoners. Va morir de fam durant el bloqueig de Leningrad. El pare de Pavel venia d'una petita ciutat de Staritsa a l'Oblast de Tver. Va passar molts anys treballant com a metge zemstvo després de graduar-se a l'acadèmia de medicina de Sant Petersburg. Més tard va ser nomenat per treballar al Ministeri de Comerç i Indústria de l'Imperi Rus i se li va concedir una noblesa personal. Després de la revolució va passar uns anys venent bitllets en una estació de ferrocarril. Va morir el 1919.
Kluixàntsev es va graduar a la Fototècnica de Leningrad el 1930 i va treballar per a Belgoskino com a director de fotografia durant quatre anys. El 1934, va començar a treballar a Lenfilm / Lennauchfilm, on es va convertir en director i productor, principalment fent pel·lícules educatives sobre ciències, inclosa la seva pel·lícula visionària Doroga k zvezdam (1957). Abans d'aquesta pel·lícula, les pel·lícules de Kluixàntsev eren estrictament factuals, però aquí, la pel·lícula es basa en els fets i els amplia. La pel·lícula es converteix en un documental híbrid que barreja ciència amb ficció que s'apropa fermament a la ciència-ficció. Els efectes especials d'aquesta pel·lícula -la precisió científica de representar la ingravidesa, la construcció en òrbita terrestre, una estació espacial giratòria i el viatge amb coets a la Lluna- van ser els efectes visuals d'avantguarda de la seva època.
Planeta Bur, l'únic llargmetratge de Kluixàntsev, es va estrenar el 1962. Per a aquesta pel·lícula, Kluixàntsev destaca especialment pel seu meticulós disseny i creació de "John the Robot". Basat en el vestit de busseig pesat d'alumini fos de 1911 de Chester E. Macduffee, tenia més de 42 punts d'articulació a les principals articulacions del cos, un dels vestits de robot tècnicament més complexos de la seva època. La pel·lícula va ser reeditada i ampliada per Roger Corman per a la distribució nord-americana, com a Voyage to the Prehistoric Planet (1965) de Curtis Harrington i a Voyage to the Planet of Prehistoric Women (1968) de Peter Bogdanovich. En ambdues versions, les escenes originals van ser elogiades.
Després de Planeta Bur, Kluixàntsev va caure en desgràcia a l'URSS i va tornar a fer pel·lícules més basades en la ciència. El 1972, es va decidir prescindir dels seus serveis.
És un conegut autor de llibres juvenils de divulgació científica.
Pàvel Kluixàntsev va passar els seus darrers anys al seu pis de Sant Petersburg. En una entrevista, va criticar la Rússia postsoviètica per l'absència de cultura i televisió, per la manca d'interès en les pel·lícules educatives, en l'educació de polímates.
Kluixàntsev va morir el 1999 als 89 anys. Va ser enterrat al Cementiri de Smolenski. HLi van sobreviure la seva dona, l'animadora Nadezda Alekdadnrovna Kluixantseva (1912-2000), i els seus dos fills Ianna Kluixàntseva (nascuda el 1936) i Mikhaïl Kluixàntsev (nascut el 1945).

## Filmografia
- 1946. Poliarnoie sianie (Полярное сияние)
- 1947. Meteoriti / (Метеориты) (10 minutes)
- 1951. Vselennaia / Kosmos (Вселеннаяa)
- 1956. Taina Veixestva (Тайна вещества) (50 minuts)
- 1957. Doroga k Zvezdam (Дорога к звёздам) (58 minuts)
- 1962. Planeta Bur (Планета бурь) (78 minuts)
- 1965. Luna (Луна / Luna)
- 1968. Mars (Марс)
- 1970. Viju zemliu! (Вижу Землю!) (16 minuts)
- 1972. Velenie vremeni (Веление времени)

## Premis
- 1952. Vselennaia: Festival Internacional de Cinema de Karlovy Vary (KVIFF VII). Diploma IV, Festival Internacional de Cinema, París.
- 1958. Doroga k Zvezdam: Festival de Cinema de tota la Unió (VKF I), Moscou. Festival Internacional de Cinema (ICF) pel·lícules tècniques i científiques, Belgrad.
- 1966. Luna: Segell d'or, Trieste IV ICF Fantastic Movies.
- 1970. Artista d'honor de la Federació Russa